# Clayton R. Paul
Clayton R. Paul (Macon, 6 settembre 1941 – 27 giugno 2012) è stato un ingegnere elettronico statunitense.

## Biografia
Clayton R. Paul ha studiato ingegneria elettrica ottenendo il Bachelor of Science alla Citadel di Charleston nel 1963, il Master of Science  presso il Georgia Institute of Technology di Atlanta nel 1964 ed il Ph.D alla Purdue University nel 1970. Nell'ambito della compatibilità elettromagnetica (EMC) ha lavorato per la US Air Force dal 1970 al 1984 ed alla IBM dal 1984 al 1990. È professore emerito all'Università del Kentucky presso il dipartimento di ingegneria elettrica e computer engineering, dove concentra il suo lavoro sulla compatibilità elettromagnetica, interferenze nei sistemi elettronici, modellizzazione e predizione della diafonia nei cavi, predizione e modellizzazione delle emissioni radiate dai circuiti elettronici e progettazione di sistemi elettronici rispondenti alle norme FCC. È membro dell'Institute of Electrical and Electronics Engineers (IEEE) ed Honorary Life Member of the IEEE EMC Society.

## Premi e riconoscimenti
- 2007 - IEEE Undergraduate Teaching Award
- 2005 - IEEE Electromagnetics Award

## Pubblicazioni
- 2004 - Electromagnetics for engineers: with applications to digital systems and electromagnetic interference emag solutions companion, John Wiley & Sons Inc, ISBN 9780471675914
- 2004 - Emag solutions and electromagnetics for engineers, John Wiley & Sons Inc, ISBN 9780471675907
- 2000 - Fundamentals of electric circuit analysis, John Wiley & Sons Inc, ISBN 9780471371953
- 1992 - Introduction to electromagnetic compatibility, Wiley-Interscience, ISBN 9780471549277
- 1989 - Analysis of linear circuits, McGraw-Hill College, ISBN 9780079093400

| Controllo di autorità | VIAF (EN) 46844199 · ISNI (EN) 0000 0001 1634 5546 · LCCN (EN) n81019231 · GND (DE) 139330674 · BNF (FR) cb123913315 (data) · J9U (EN, HE) 987007460910405171 |